# Protomelas spilonotus
Protomelas spilonotus (Syn.: Haplochromis spilonotus) ist eine Buntbarschart, die im ostafrikanischen Malawisee endemisch vorkommt. 

## Merkmale
Die Fischart kann eine Länge von 15 bis 18 cm erreichen und ist mäßig hochrückig. Männchen sind blau und haben blaue Flossen, Weibchen sind hell- bis dunkelgrau und ihre Flossen sind transparent. Ein Längsstreifen auf den Körperseiten ist meist gut sichtbar und durchgehend, die etwa zehn Querstreifen sind ebenfalls deutlich ausgeprägt. Längs- und Querstreifen gehören zum urtümlichen (plesiomorphen) Melaninmuster, das für die Gattung charakteristisch ist. Von anderen Protomelas-Arten unterscheidet sich Protomelas spilonotus vor allem durch die gelbe bis weißbläuliche Stirnblässe, die stärker ausgeprägte Fleckung entlang des Rückens und die höhere Anzahl der Kiemenrechen (16 bis 18), von P. marginatus speziell durch die weiter hinten gelegene maximale Körperhöhe. Rücken- und Afterflosse der Männchen laufen spitz zu, bei den Weibchen sind sie abgerundet.
- Flossenformel: Dorsale XVII/10–11, Anale III/9 – 11.

## Lebensweise
Protomelas spilonotus kommt in flachem Wasser nur selten tiefer als 5 Meter in der Nähe von sedimentfreien, in den meisten Fällen senkrecht stehenden Felsen vor und ernährt sich von ins Wasser gefallenen Insekten, Plankton und anderen Wirbellosen. Männchen sind territorial und unterhalten kleine Reviere. Wie alle haplochrominen Buntbarsche ist Protomelas spilonotus ein Maulbrüter, bei dem das Weibchen die Brutpflege übernimmt. 